# Pietro Bracci
Pietro Bracci (1700—1773) fue un escultor italiano que trabajo dentro del estilo Barroco tardío. 

## Biografía
Nació en Roma y se inició como aprendiz bajo la tutela de Giuseppe Bartolomeo Chiari y Camillo Rusconi.
Algunas de sus obras en orden cronológico son:
- Hay varios bustos oficiales de Benedicto XIII de Bracci, y una terracota (1724), conservados en Palazzo Venezia, Roma. La evidente senectud del papa en el retrato de mármol era una imagen difícil de embellecer.

- dos estatuas para la basílica de  Mafra, en Portugal (1730)

- trabajos para la capilla de  Clemente XII (Corsini) en Laterano (1732)

- Esculpió las figuras para la tumba de  Benedicto XIII (1734) en Santa Maria sopra Minerva, Roma, que fue diseñada por el arquitecto Carlo Marchionni.

- la estatua de la Asunción de María para el altar mayor del Duomo de Nápoles (bajo diseño de  Paolo Posi; 1739)(ver fotografía)

- el monumento a Maria Clementina Sobieski,(1739-1742). Fue la tercera tumba en San Pedro sobre la que trabajó conmemora a María Clementina Sobieski, esposa del " Viejo Pretendiente ", Jacobo Estuardo, uno de los Estuardo católicos demandantes de  los tronos de Inglaterra, Escocia e Irlanda. Éste es uno de los tres monumentos en San Pedro, dedicados a la línea real depuesta de los Estuardo. La escultura, en policromo, con una imagen en mosaico  de María Clementina sostenida en alto por la Caridad. El monumento fue concebido por el arquitecto Filippo Barigioni, quien proporcionó bosquejos preliminares. (ver fotografía)

- Bracci diseñó y esculpió también la tumba policroma del Cardenal Giuseppe Renato Imperiali (1741) en Sant'Agostino en Roma.

- Su trabajo más familiar es el Océano colosal (después de 1759) de la Fuente de Trevi, Roma, donde  fue obligado a seguir un yeso  modello de Giovanni Battista Maini, quien murió antes de poder ejecutar el mármol. Finalizó este proyecto Nicola Salvi (1763 - 1766); las estatuas laterales son de Filippo della Valle

- Esculpió las figuras para la tumba de Benedicto XIV (1763-1770) en la Basílica de San Pedro, completada con la ayuda de su pupilo Gaspare Sibilia.

- Un proyecto no realizado en memoria de Jacobo III Estuardo en la Basílica de San Pedro (1766), realizado, pero de forma totalmente diferente por Antonio Canova en 1819

Bracci murió en Roma en 1773.

## Galería fotográfica

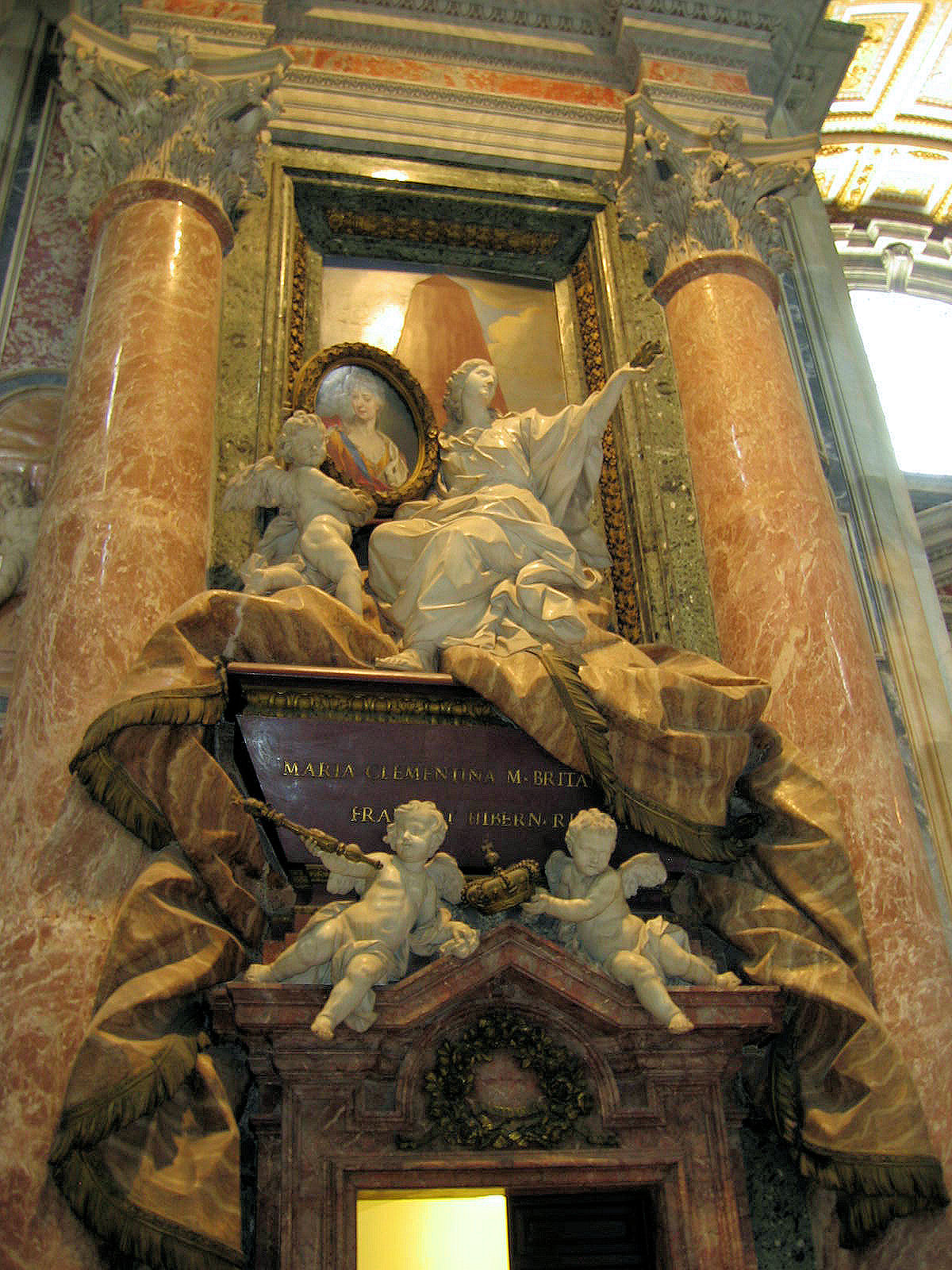
El monumento Sobieski en San Pedro (F. Barigioni - P. Bracci)
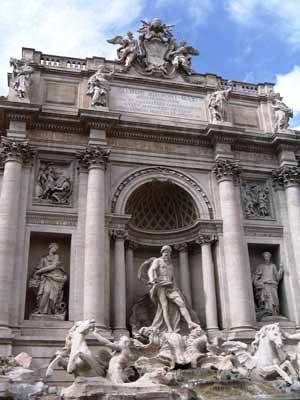
El Océano de la Fuente de Trevi (N. Salvi - P. Bracci)
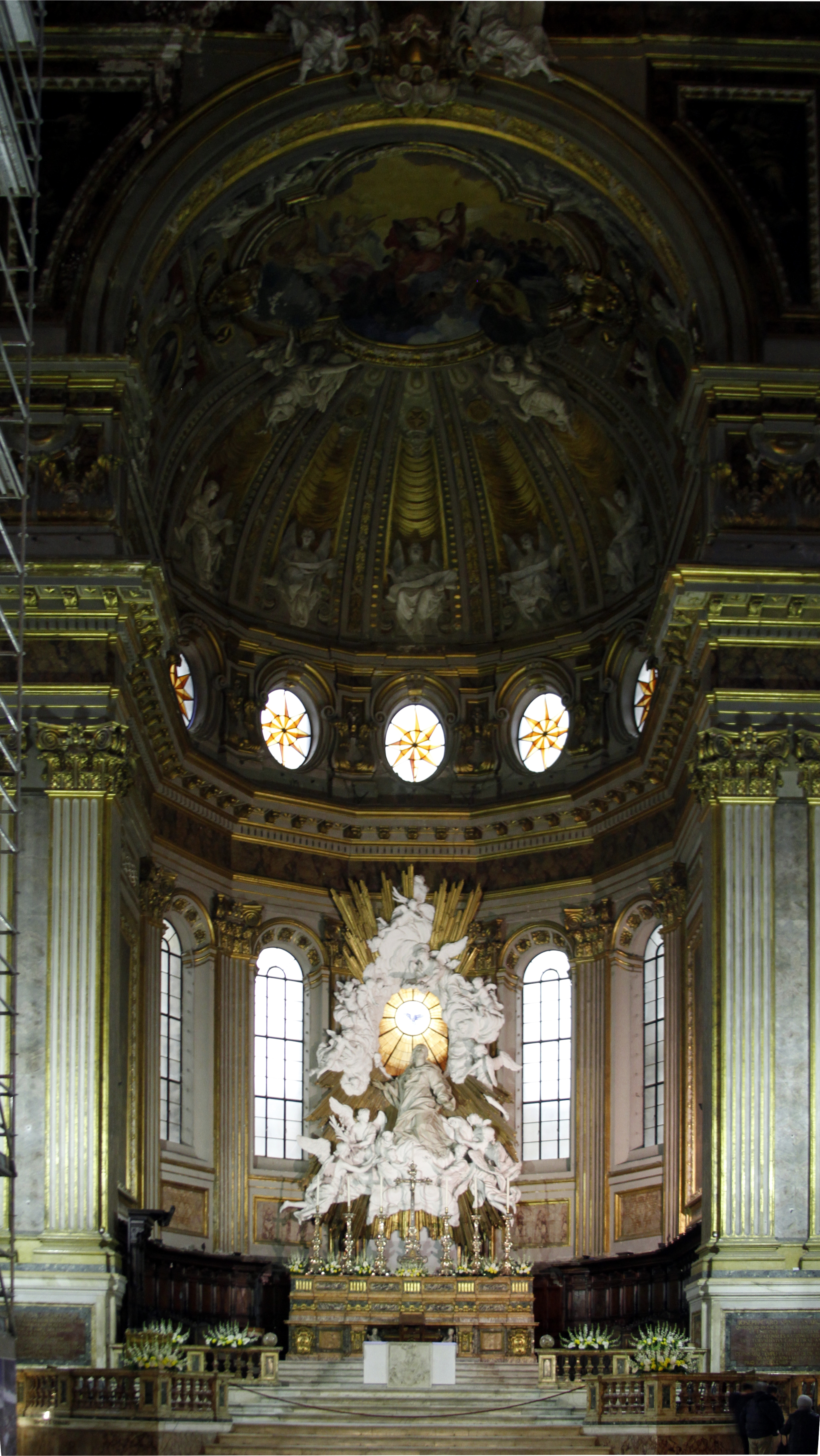
El ábside del Duomo de Nápoles (P. Posi - P. Bracci)
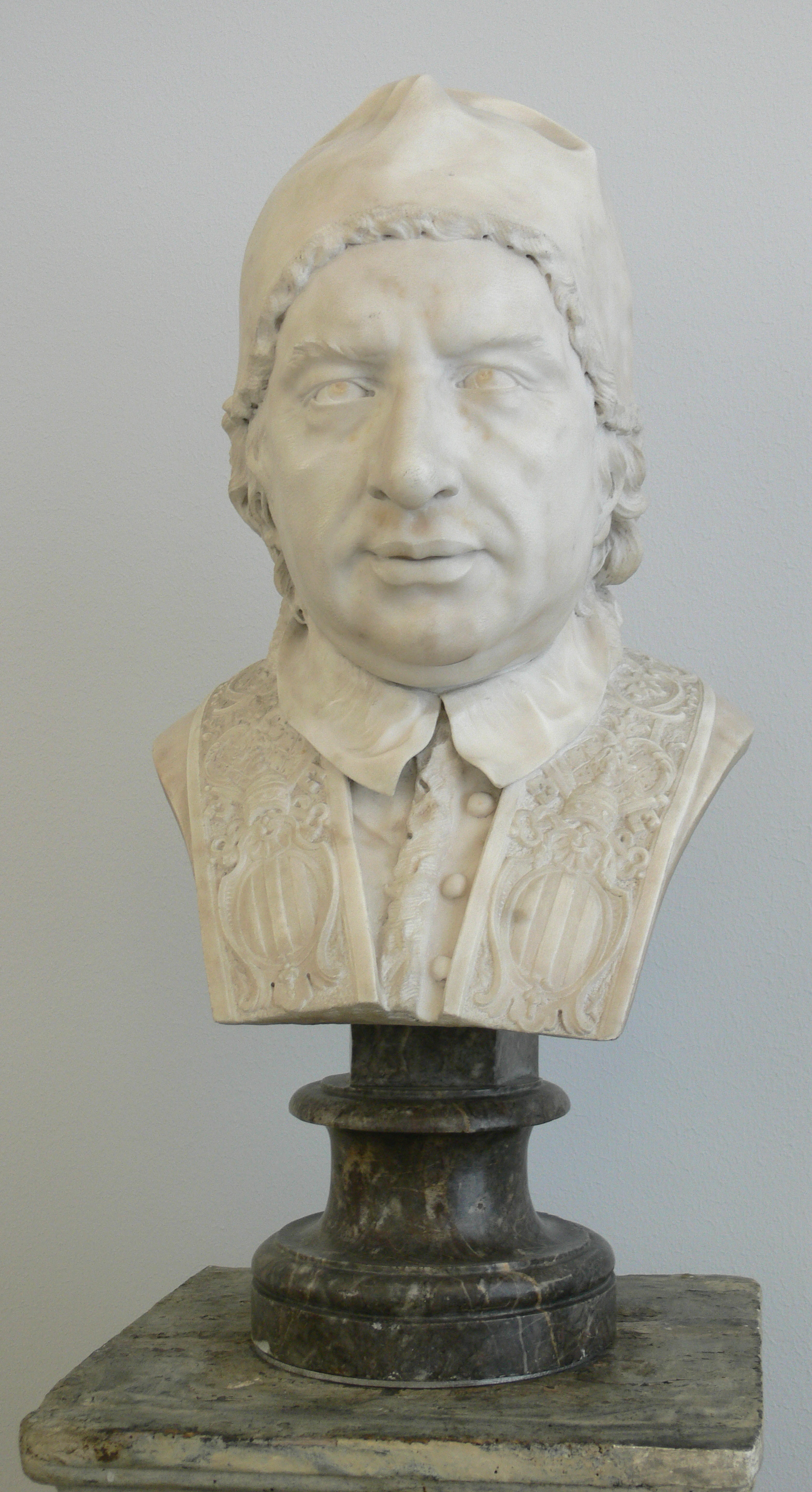
Busto de Benedicto XIV (Inv. 345, erworben 1873), Bode-Museum Berlín